# كريستوف جافرلوت
كريستوف جافرلوت (بالفرنسية: Christophe Jaffrelot)‏ هو عالم سياسة فرنسي متخصصة في جنوب آسيا وخاصة الهند وباكستان. يعمل مديراً لمركز الدراسات والبحوث الدولية بمعهد الدراسات السياسية بباريس ومديراً للأبحاث في المركز القومي الفرنسي للبحث العلمي. تلقى تعليمه في معهد الدراسات السياسية، جامعة باريس 1 - بانتيون سوربون ومعهد اللغات والحضارات الشرقية بباريس. حصل على شهادة الدكتوراه في العلوم السياسية من معهد العلوم السياسية في عام 1991، وعلى شهادة التأهيل لمرحلة ما بعد الدكتوراه.